# Den (Zeitung)
Deń (ukrainisch День, deutsch: Der Tag) ist eine ukrainische Tageszeitung. Sie erscheint in einer täglichen Auflage von ca. 60.000 Exemplaren. Der Sitz der Redaktion ist in Kiew. Die erste Ausgabe erschien am 11. September 1996 auf Ukrainisch. Seit Januar 1997 erscheint das Blatt fünfmal in der Woche (Mo.–Fr.), mittlerweile existiert auch eine russischsprachige Fassung. Seit 1998 wird jeden Donnerstag auch die englischsprachige Ausgabe The Day (7.000 Exemplare) aufgelegt. Den ist nach eigenen Angaben die einzige Zeitung im GUS-Raum, die in drei Sprachen erscheint.
Die Zeitung liefert Informationen und Analysen zum täglichen Geschehen in der Politik, Gesellschaft und Kultur, seit 2004 gibt es auch Wirtschaftsressort. Die Zeitung erscheint im Broadsheet-Format auf 8 Seiten, Freitagsausgabe auf 24.
Seit 1999 veranstaltet die Redaktion jährlich einen Foto-Wettbewerb mit der darauffolgenden Ausstellung der besten Arbeiten in den größten Städten des Landes.
Bekannt ist die Zeitung auch für eine Bücherreihe „Bibliothek der Zeitung Den“. Die Bücher sind Sammelwerke der journalistischen Recherchen und Aufsätze zu bestimmten Themengebieten. Bis jetzt sind zwei solche Sammelwerke erschienen: Ukrajina Incognita – Aufdeckung und Aufarbeitung der „weißen Flecken“ der ukrainischen Geschichte (1997–2002) und „Zwei Ruthenien“ – Aufarbeitung der komplexen russisch-ukrainischen Beziehung, Phobien und Vorurteile der beiden Völker.